# Naparstek (skała)
Naparstek – skała na Wyżynie Olkuskiej będącej częścią Wyżyny Krakowsko-Częstochowskiej. Znajduje się w lesie między polami wsi Podlesie w województwie małopolskim, w powiecie olkuskim, w gminie Olkusz, a drogą nr 783. Przy drodze tej, naprzeciwko rezerwatu przyrody Pazurek znajduje się parking, od którego na południe, w kierunku Podlesia prowadzi szutrowa droga leśna. Po jej prawej (zachodniej) stronie (licząc od parkingu) znajdują się 3 skały. Kolejno są to Pazurek Pierwszy, Igły Olkuskie i Pazurek Drugi.
Naparstek to zbudowana z twardych wapieni skalistych skała o wysokości 8 m, przylegająca od lewej strony do Igieł Olkuskich. Są na niej 3 drogi wspinaczkowe o trudności od VI do VI.3+ w skali Kurtyki. Wszystkie mają zamontowane stałe punkty asekuracyjne: (ringi) (r) i stanowisko zjazdowe (st).
1. Fujary; VI, 3r + st, st, 8 m
2. Habemus patent; VI.2+, 4r + st, 9 m
3. Jesteś zwycięzcą; VI.3+, 4r + st, 9 m[3].